# Party Hard 2
Party Hard 2 — комп'ютерна гра в жанрі тактична стратегія в реальному часі і стелс-екшн, розроблена Pinokl Games і видана tinyBuild.
Вийшла 25 жовтня 2018 року на персональних комп'ютерах на майданчику Steam, як продовження Party Hard.

## Про гру
Вітаємо знову на продовжені вечірки Party Hard! Виберіть один зі ста способів боротьби з шумними тусовщиками, знищуйте синдикат наркотиків і рятуйте Землю від інопланетного вторгнення. Нехай кури будуть з тобою!
Ви просто хочете поспати … Але це 3 години ночі, і знову у ваших сусідів гучна вечірка. Ви повинні нарешті покласти їй кінець — будь-якими способами.
Шалена стелс-стратегічна гра по зупинці вечірок повертається! Party Hard 2 залишається вірним своїй божевільній стороні, ламаючи закоренілості, в той же час даючи тонни блискучих функцій:
- Десятки нових пасток, включаючи комбо: використовуй різні речовини, які реагують одна з одною. Чому б не встановити ланцюгову реакцію з водою і электрикою?
- 4 ігрових персонажів з абсолютно унікальними стилями гри, статистикою і здібностями!
- 14 великих рівнів з двома босами
- 27 оригінальних саундтрека
- Абсолютно нова система крафта і десятки предметів для об'єднання: чому б не об'єднати запальничку і бензин?
- Вибирайте декілька цілей одночасно з допомогою здібності Multi-Kill!
- Сканування цілей і корисних об'єктів в кімнатах з допомогою Party Vision!
- Взаємодія з NPC: напоїти, дати взятку панкам чи заставить когось намочить штани від страху!
- Різні цілі, які відповідають вашому ігровому стилю! Це ваш поклик, якщо Ви хочете вибрати тільки об'єктивні цілі. Вбивство всіх також працює. Ваш ігровой стиль може вплинути на хід гри, зокрема щось розблокувати.
- Локальний кооператив повернувся! Припини вечірки з другом!
- Інтеграція Twitch повернулась в ширшому вигляді, ніж будь-коли! Ваш улюблений стример грає Party Hard 2? Будуйте його рівень, наповнюйте тусовщиками, встановлюйте цілі і станьте Королем гори!
- Нові 3D-візуальні та світові ефекти[4]
- Інтригуюча історія про помсту і спокуту. Так, з твістом і втікачем медведем.

## Системні вимоги
| МІНІМАЛЬНІ: | РЕКОМЕНДОВАНІ: |
| --- | --- |
| ОС: Windows XP/7/8/10 Процесор: Intel Core i3 Оперативна пам'ять: 4096 MB ОЗП Відеокарта: NVIDIA GeForce GT 920M DirectX: Версії 11 Місце на диску: 6 GB | ОС: Windows XP/7/8/10 Процесор: Intel Core i5 Оперативна пам'ять: 4096 MB ОЗП Відеокарта: NVIDIA Geforce GTX560 DirectX: Версії 11 Місце на диску: 6 GB Додатково: AlienFX enabled |

## Оновлення

##### Виправлення першого дня і інтеграціяTwitch.
- Виправлено відкриття ролика, що не завантажується належним чином;
- Виправлено користувацький інтерфейс контролера PS3 / 4;
- Виправлено коли другий контролер не працює, якщо вони підключені одночасно два в одиночній грі;
- Виправлені скрипти NPC і завершення рівня «Мотель»;
- Виправлені розблокування досягнень;
- Виправлено здібність персонажа «Панди»;
- Виправлено з'єднання розширення для Twitch інтеграції;
- Виправлені контейнери для трупів на деяких рівнях;
- Виправлена помилка поліції на рівні «Лікарня»;
- Поява летальних охоронців тепер вони відрізняється по зовнішності від нелетальних;
- Виправлені неточності тексту в меню параметрів;
- Виправлені титри.

##### Виправлення другого дня: кооп, колайдер, мертві мети.
- Виправлений колайдер навколишнього серед на рівні «Парк з атракціонами»;
- Виправлена взаємодія з мертвими тілами;
- Виправлені мертві тіла, які вважаються мішенями на рівні «Бар»;
- Додана легка рівень складності для локального кооперативного режиму;
- Підправлені чит-коди.

##### Патч v1.0.012
- Персонажі як відкриваються тепер доступні, якщо ви їх розблокували, але не отримали;
- Виправлено завдання «Вбити всіх» двічі яке двічі завершувалось в «Клубі»;
- Виправлено завдання «Вбити всіх» не завершувалось на рівні «Бар»;
- Виправлення колайдер навколишнього серед на рівні «Парк з атракціонами»;
- Виправлення колайдер навколишнього серед на рівні «Метро»;
- Виправлено  «It just popped up, I did not do anything …» досягнення;
- Виправлено  «Just do not ask how he does it» досягнення;
- Виправлено завдання закрита кімната на рівні «Мотель»;
- Виправлено ефекти рівня які залишилися на екрані під час роликів;
- Виправлення шляху NPC на рівні «Парк з атракціонами»;
- Виправлено спорожнення каністер при використанні однієї і зберігання інших в інвентарі;
- Виправлено кондеціонери;
- Диски на «ТВ-студії» тепер не з'являються поруч з гравцем і їх легше помітити;
- Доданий короткий шлях на рівні «Босс»;
- Презерватив в вашому інвентарі тепер привертає до вас учасників вечірок;
- Виправлено вплив алкоголю на  «Archer», ефект бумбокса і поліції;
- Виправлено аудіо по успішному завершенню рівня;
- Електричні пристрої тепер випускають іскри;
- Інтеграція з Twitch тепер може бути перезапущено з тієї ж компоновкою;
- Якщо ви знаходитесь поруч з предметом і тілом з повним інвентарем, ви будете взаємодіяти тільки з тілом;
- Виправлена помилка при Успіху / Смерті, натисканням Esc;
- Оновлення локалізації.

## Опис вмісту для дорослих
Party Hard 2 містить часте вживання алкоголю, наркотиків і жорстоке мультяшне насильство. Це гра з темним гумором, яка не підходить для всіх глядачів.

## Оцінки
| Агрегатор  | Оцінка                    |
| ---------- | ------------------------- |
| Metacritic | (ПК) 74/100 (XONE) 66/100 |

Гра отримала "змішані" відгуки.